# Ludwig Winter (Gärtner)

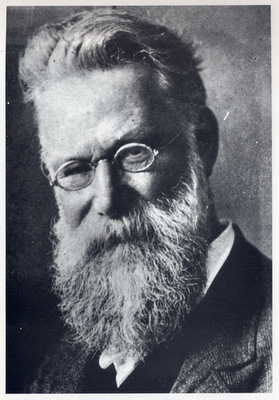
Ludwig Winter, um 1905

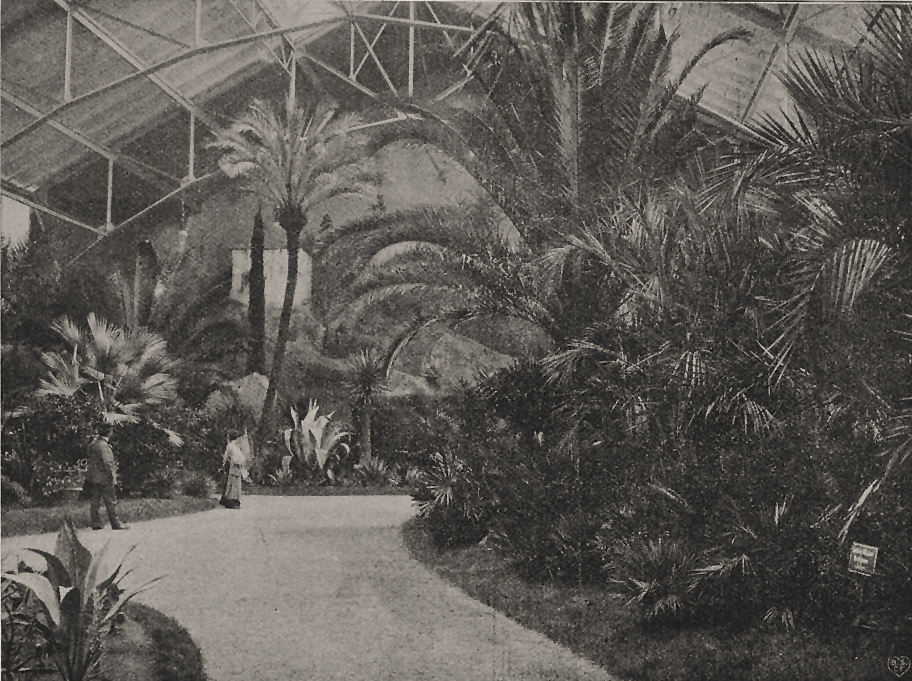
Innere der Hauptblumenhalle auf der Internationalen großen Gartenbauausstellung in Düsseldorf, 1904. Gestaltung Ludwig Winter aus Bordighera, Italien

Ludwig Jonathan Winter (* 9. August 1846 in Heidelberg, Großherzogtum Baden; † 12. Juli 1912 in Mannheim) war ein deutscher Botaniker und Gartenarchitekt, der unter anderem durch seine Mitwirkung am Botanischen Garten Hanbury bekannt wurde.

## Leben
Winter wurde als Sohn des Buchhändlers Anton Winter und seiner Frau, der Malerin Emilie Christiane Brönner geboren. Seine Familie zog später nach Leipzig um, wo er Botanik studierte.
Nach zwei Jahren Tätigkeit als Gärtner in Erfurt ging er an die Gärtnerlehranstalt Potsdam, schloss dort sein Botanik-Studium ab und wurde Obergärtner an den Botanischen Gärten der Universität Bonn. 1867 zog er nach Paris, um dort an der Weltausstellung mitzuwirken; später war er als Obergärtner in den Gärten der Tuilerien tätig.
Als 1869 Thomas Hanbury die Arbeit an seinem Botanischen Garten aufnahm, gewann er Winter als Botanik-Experten. Winter widmete sich diesem Garten fünf Jahre lang und importierte zahlreiche verschiedene Pflanzen aus Australien, Neuseeland und Kalifornien. Nach Abschluss der Arbeiten zog Winter 1874 nach Bordighera, von wo er gemeinsam mit Hermann Nestel an Gärten und Parks an der Ligurischen Riviera mitwirkte.
1875 gründete er eine Versuchsgärtnerei in Vallone del Sasso, wo er seltene tropische Pflanzen zog, darunter Palmen, Lianen und Ficus. Zu den von ihm entworfenen Gärten zählen die für die Kaiserin Eugénie am Cap Martin, die Villa Zirio in San Remo, die Villa Bischoffsheim in Bordighera und Borgo Storico Seghetti Panichi in Ascoli Piceno, v. a. aber der Giardino di Madonna della Ruota zwischen Bordighera und Ospedaletti.

## Gärten und Parks
Fünf der von Winter angelegten Gärten existieren noch heute:
- Botanischer Garten Hanbury in Mortola, Ventimiglia
- La Madonna della Ruota, Bordighera
- Villa Wilmott, Imperia
- Vallone del Sasso, San Remo
- Borgo Storico Seghetti Panichi, Ascoli Piceno

## Pflanzenzucht
Zu Winters Kreuzungen zählen
- Acacia x deneufvillei, Acacia x hanburyana, Acacia x siebertiana[3]